# Opisthocentra clidemioides
Opisthocentra clidemioides är en tvåhjärtbladig växtart som beskrevs av Joseph Dalton Hooker. Opisthocentra clidemioides ingår i släktet Opisthocentra och familjen Melastomataceae. Inga underarter finns listade i Catalogue of Life.